# Église Saint-Aubin de Villeconin
L'église Saint-Aubin de Villeconin est une église paroissiale catholique, dédiée à saint Aubin, située dans la commune française de Villeconin, dans le département de l'Essonne en région Île-de-France.

## Historique
L'église est bâtie au XIIe siècle.
L'édifice, après des destructions lors de la Guerre de Cent Ans, est restauré et agrandi au XVe siècle.
Depuis un arrêté du 6 mars 1926, l'église est inscrite au titre des monuments historiques.
L'association de sauvegarde de l'art français accorde une subvention de 100 000 francs en 1976 pour réaliser des travaux sur les toitures.

## Description
L'église conserve du riche mobilier du XVIIe siècle et XVIIIe siècle.

## Pour approfondir